# Lakhdar Rahal
Pour les articles homonymes, voir Rahal.
Lakhdar Rahal, né le 10 août 1955, est un athlète algérien , spécialiste du saut à la perche.

## Biographie
Lakhdar Rahal est médaillé d'argent du saut à la perche lors des Jeux africains de 1973 à Lagos et lors des Jeux méditerranéens de 1975 à Alger. Il remporte la médaille d'or du saut à la perche lors des Jeux africains de 1978 à Alger.
Le 6 juin 1979, il bat le record d'Algérie du saut à la perche avec un saut à 5,34 mètres ; ce record ne sera battu que 36 ans plus tard par Hichem Cherabi le 14 juin 2015 avec un saut à 5,50 mètres.

### Palmarès
| Date | Compétition                | Lieu       | Résultat | Épreuve          | Performance |
| ---- | -------------------------- | ---------- | -------- | ---------------- | ----------- |
| 1973 | Jeux africains             | Lagos      | 2e       | Saut à la perche | 4,20 m      |
| 1975 | Jeux méditerranéens        | Alger      | 2e       | Saut à la perche | 5,00 m      |
| 1977 | Coupe du monde des nations | Düsseldorf | —        | Saut à la perche | DNF         |
| 1978 | Jeux africains             | Alger      | 1er      | Saut à la perche | 5,00 m      |
| 1979 | Coupe du monde des nations | Montréal   | —        | Saut à la perche | DNF         |